# Eremo di Santa Maria della Stella (Pazzano)
(Tratto da un canto popolare)

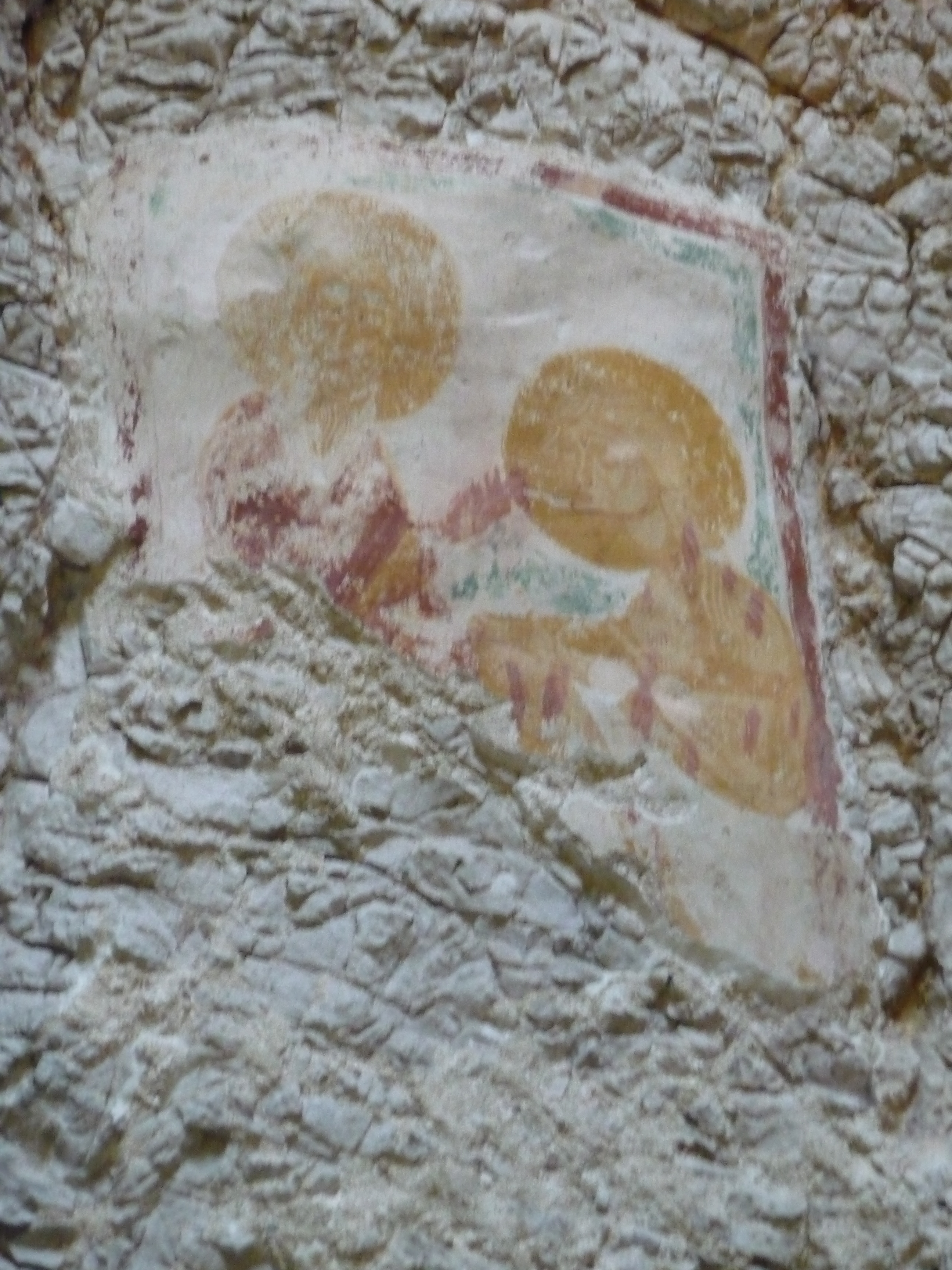
Raffigurazione della comunione di santa Maria Egiziaca

L'eremo di Santa Maria della Stella o santuario di Monte Stella, situato sul monte omonimo ad una altezza di 682 metrinel territorio del comune di Pazzano, nella città metropolitana di Reggio Calabria, è un santuario creato all'interno di una grotta dedicato alla Vergine Assunta.

## Storia

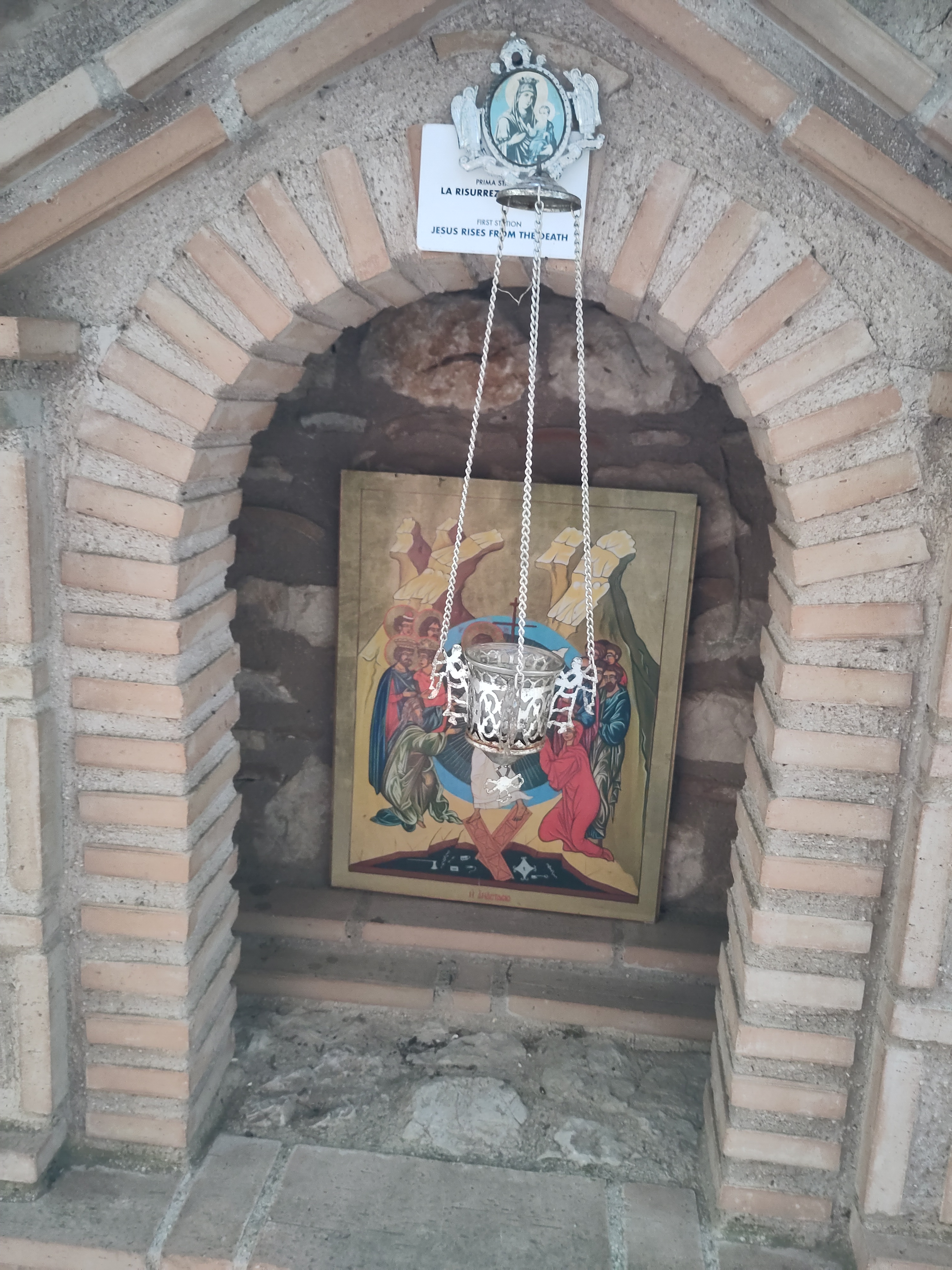
Edicola della prima stazione della via Crucis

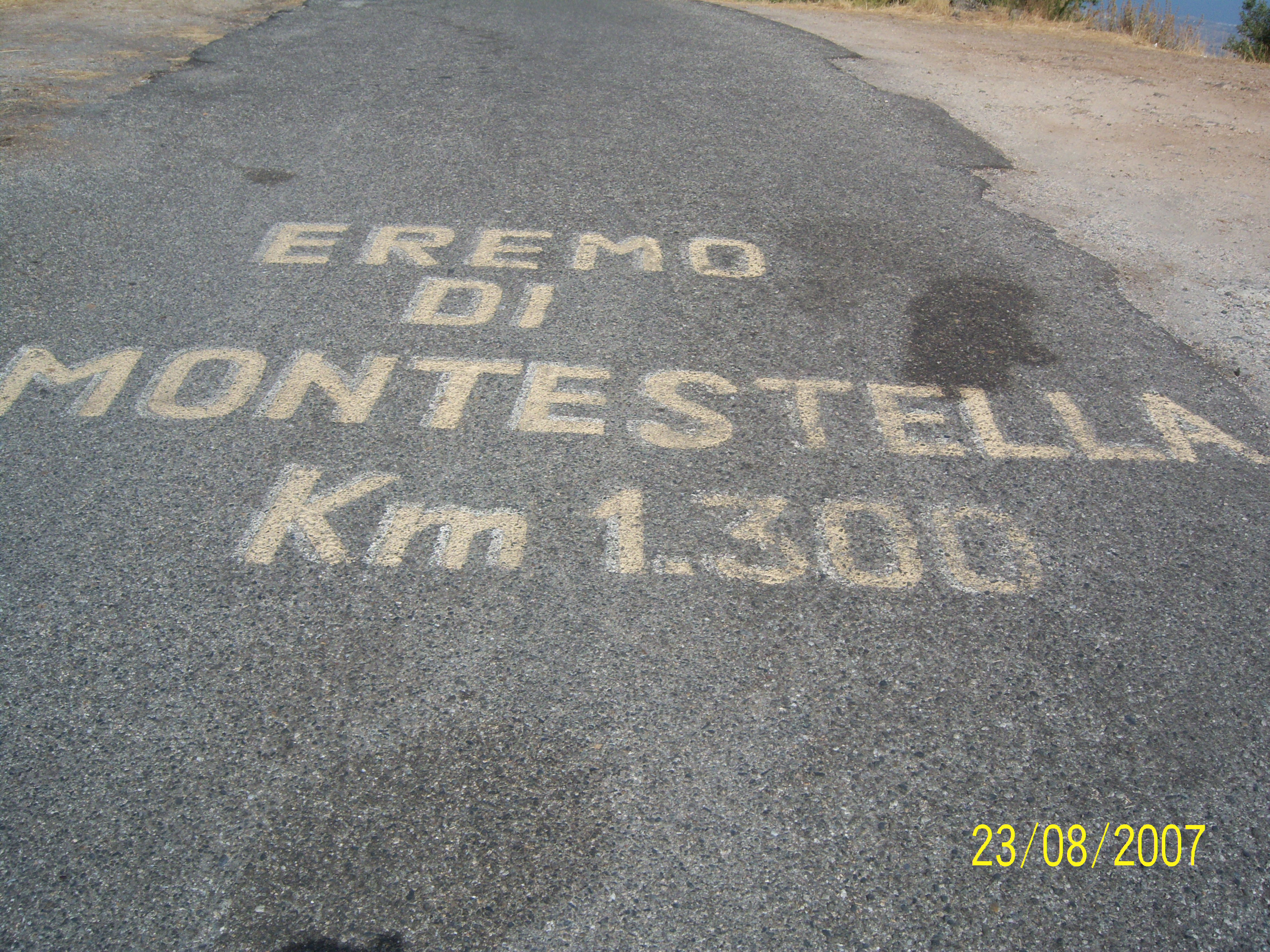

Il primo documento sulle l'eremo sarebbe il Codice greco 598 di Parigi, contenente le opere di Sant'Efrem diacono, e composto dal monaco Michele che sarebbe stato copiato nel 1049 in Santa Maria di Stilo quando faceva della grangia del Monastero di San Giovanni Theristis. 
Con le incursioni saracene, Cristodulo, che era l'egumeno dell'eremo, fuggì a Patmos. Con la fine dell'invasione saracena, Paolo, successore di Cristodulo, tornò a Stilo riportando molti manoscritti che costituirono parte della biblioteca di Santa Maria.
Secondo lo studioso Di Gangi invece quel codice poiché racconta dell'igumeno dell'eremo Cristodulo che all'arrivo dei saraceni dovette dal monastero di Santa Maria di Stilo fuggire all'isola di Patmo, nel mar egeo, non descriverebbe l'eremo di Monte Stella e neanche Santa Maria di Stilo farebbe riferimento a Stilo in Calabria ma a qualche altra istituzione religiosa nei dintorni dell'isola di Patmo.
I primi dati storici si attestando da un brebion del 1050.
Dal 1096, durante il periodo normanno, l'eremo di Santa Maria diventa un monastero minore, come si evince da un documento del conte Ruggero I, che cedette al vescovo di Squillace, Giovanni Niceforo, l'abbazia di San Giovanni Theresti di Bivongi, l'abbazia di San Leonte, la chiesa di San Nicola e Santa Maria della Stella.
Nel 1522 il monastero diventa santuario probabilmente dedicato alla Dormitio Mariae a cui seguì quella della Vergine Assunta in Cielo, Dal 1562 vi fu collocata per la prima volta la statua della Madonna della Stella o Madonna della Scala. Si pensò fosse origine gaginesca, ma nuovi studi riferiscono con certezza che sia stata scolpita dal siciliano Rinaldo Bonanno per la somiglianza con altre sue opere.
Da eremo di Chiesa bizantina diventa così col passare degli anni santuario della Chiesa cattolica, e le vecchie icone bizantine vengono abbandonate, e mai più recuperate ancora ai giorni nostri, in favore della statua della Madonna della Stella.
Nel secolo XVI il Santuario diventa indipendente da San Giovanni Theresti; nel 1569 il Cardinale Sirleto appoggiò la causa e scrisse sia alla città di Stilo che a Mercello, Vescovo di Squillace.
Nel 1614 La Grancia di Santa Maria viene menzionata da Prior de gubernio Bartolo Carrozza.
Nel 1643 venne a far parte dell'ordine di San Basilio per poi essere abbandonata nel 1670 anche se rimane all'ordine di San Basilio fino al 1946.
Il primo parroco si suppone sia stato Marcello Jhodarelli nel 1670.

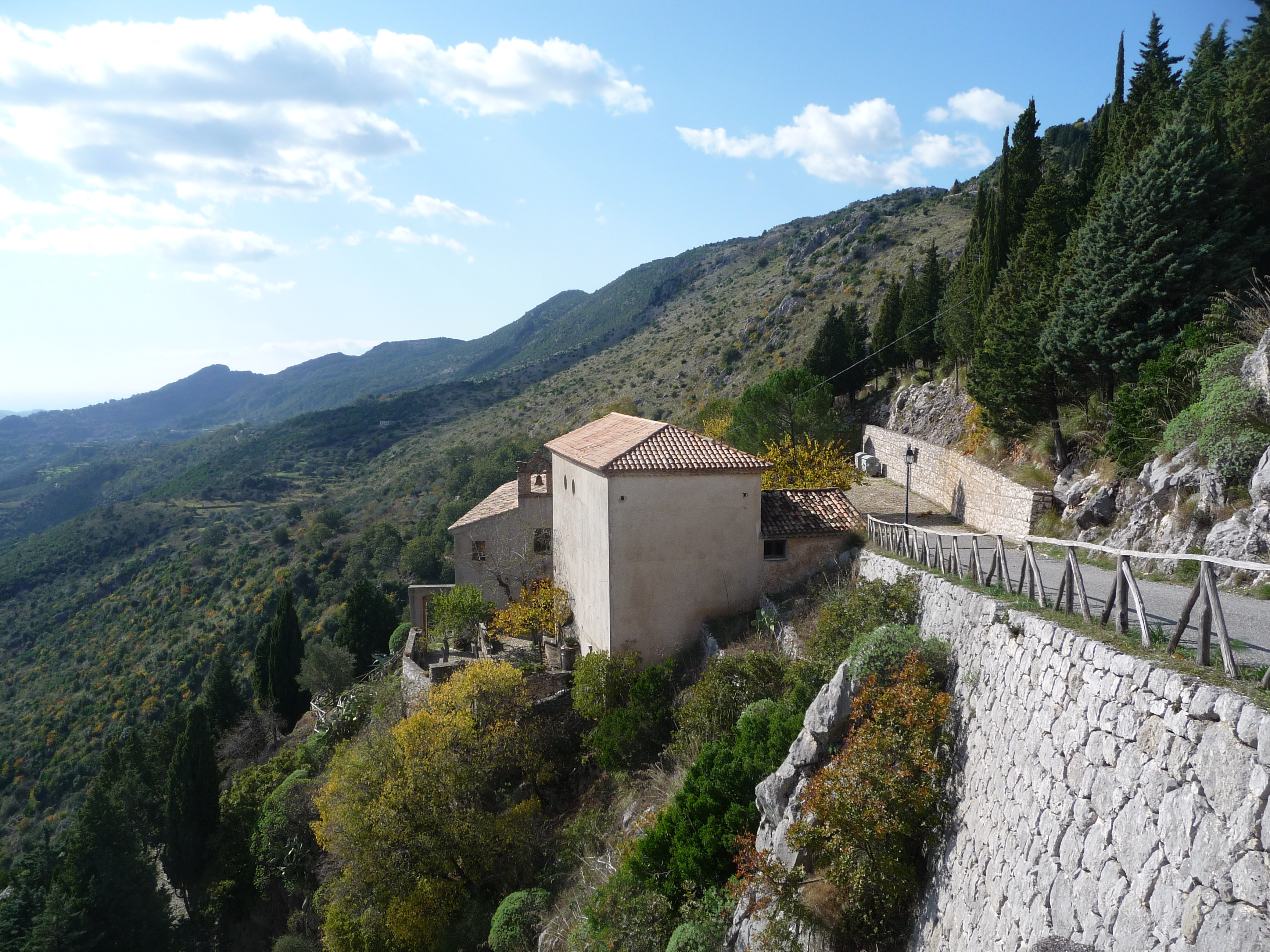
Convento di Monte Stella a Pazzano

Nel 1691 viene descritto nel XVIII paragrafo dell'Appendice III: Delle Sagre Immagini Della Calabria illustrata  di Giovanni Fiore da Cropani.
Nell'archivio di stato di Napoli, nel catasto onciario di Stilo del 1743 compare la Cappellania manuale di Santa Maria della Stella.
Nel 1098 è presente nel catasto rustico di Pazzano come partita n.323 intestata al romitorio di Santa Maria della Stella e di cui facevano parte un aratorio, una casa rurale con caprile, un querceto, una vigna ed un'area adibita a pascolo.
Con una legge del 1867 la proprietà ecclesiale passo al comune di Pazzano.
Nel 1965 don Mario Squillace, parroco di Pazzano, scrive un libro interamente dedicato all'eremo: L'eremo di S. Maria della Stella e nel 1998 nella raccolta di poesia A terra mia Giuseppe Coniglio gli dedica la poesia A stida.

## Il convento

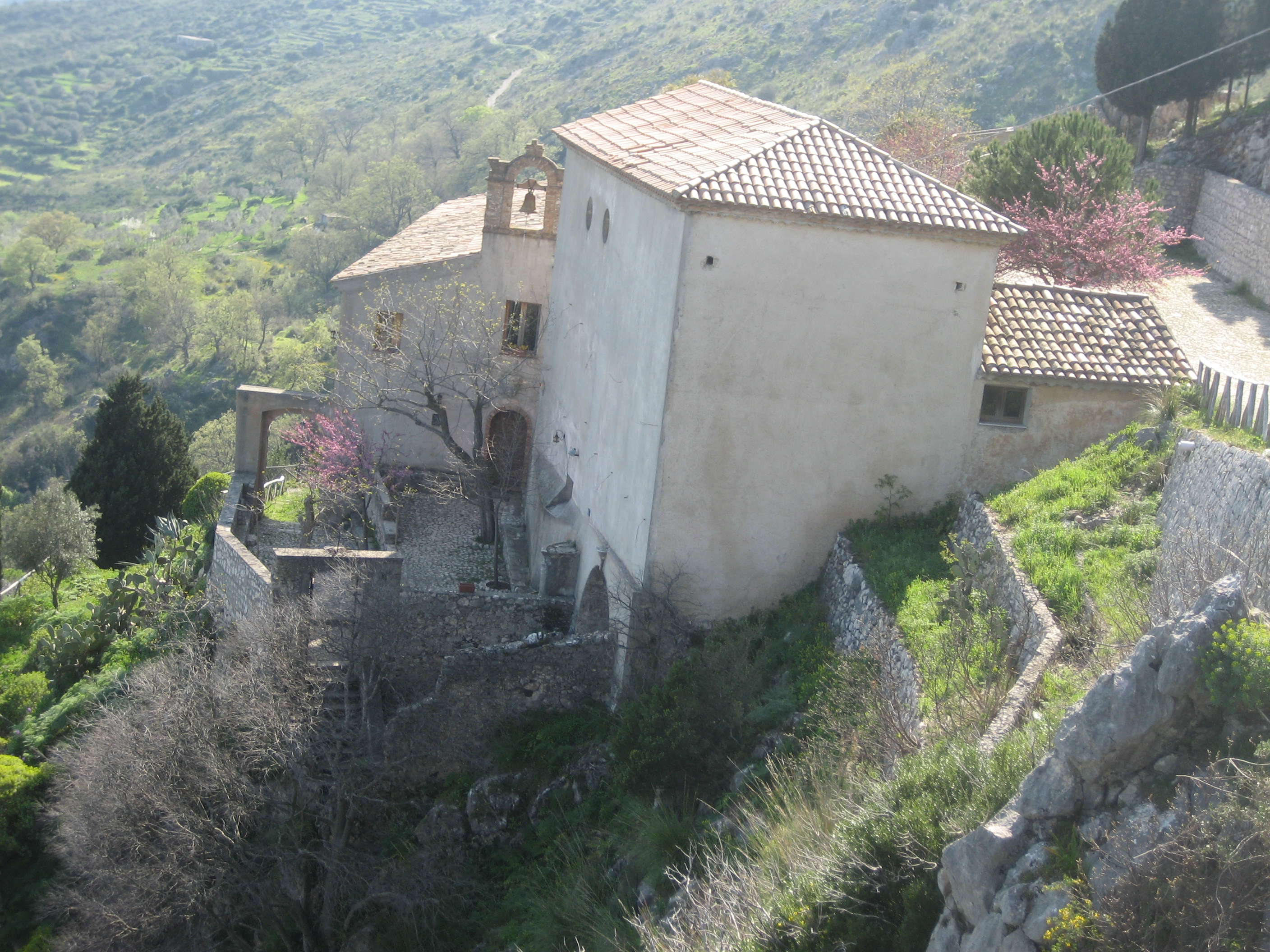
Convento

Il convento posto sul lato sud del Monte Stella è suddivisibile in due parti: la chiesa moderna forse settecentesca e la grangia medievale. I due edifici sono separata da una scala che porta in uno spiazzo. L'edificio  è in muratura composta da piccoli blocchi e frammenti di roccia e con uso di calce. 
Sulla Grangia è posto uno stemma nobiliare del 1790 e la chiesa  ha una campana del 1639.
Paolo Orsi lo descrive nel 1929: "L'edificio monastico si presenta a pianta rettangolare con accesso posizionato sul lato corto nord, che si apre su un corriodio centrale sul quale si affacciano differenti ambienti. Il piano terra ha il fronte occidentale aderente alla roccia mentre il primo piano presenta una migliore distribuzione degli ambienti e copertura a falde con diverso andamento e inclinazioni".
Il convento è stato sottoposto a restauro negli anni '50 e negli anni '80 del XX secolo.

## L'eremo e i suoi affreschi

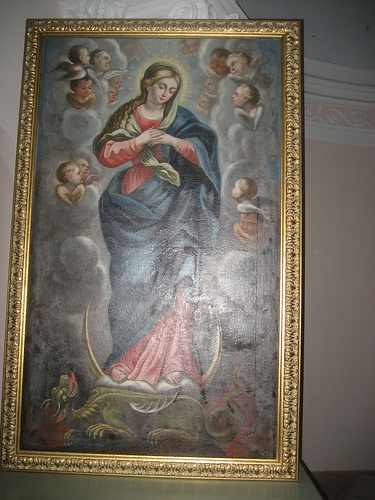
Madonna dell'Apocalisse, Autore serrese ignoto

Vi si accede scendendo una lunga scalinata (62 scalini) scavata nella pietra. Nel santuario si trovano, oltre alla statua della Madonna, i dipinti con l'Immacolata Concezione in tardo Rococò, la Santissima Trinità, affresco del '300 restaurato da Francesco Minniti, l'adorazione dei pastori del '500 forse realizzata a cavallo tra il XIV ed il XV secolo, la Pietà e l'arcangelo Michele.
Di particolare interesse il frammento di un affresco di arte bizantina, raffigurante santa Maria Egiziaca che riceve l'eucaristia dal monaco Zosimo. L'affresco si ritiene sia del X-XI secolo, per la particolare caratteristica delle ciocche disordinate della capigliatura della santa; il raffigurare poi una santa anziché un santo, fa pensare che vi sia stato per un certo periodo un eremitismo femminile. All'interno della grotta vi sono rappresentazioni della Trinità, di Cristo, dell'Arcangelo Michele e la pietà.
All'interno dell'antica cappella vi era il quadro della Donna dell'Apocalisse ora posta nella nuova cappella e portata in processione ogni 15 di agosto.

## La statua
La statua della madonna con le mani congiunte in preghiera reca l'iscrizione 1562, è alta 1,40 metri ed è stata scolpita nel marmo bianco appoggiata ad uno scannello marmoreo.
Potrebbe essere stata commissionata nel XVI secolo ai bottegai messinesi, ed è considerata di sicuro di provenienza siciliana.

## Festa
Il 15 agosto di ogni anno si effettua un pellegrinaggio alla grotta santuario della Madonna della stella e celebra l'Assunzione della Madonna che ricorda la festa della Dormitio Virginis bizantina.
Si sale per una strada di montagna (per sole persone) con una forte pendenza a partire dalla "Fontana vecchia" del comune di Pazzano e vi si arriva quasi in cima nei pressi della grotta.
La festa viene già descritta il 17 agosto del 1901 in un articolo di Bruno D'Alteno sulla rivista "La Calabria" come un evento importante per tutta la vallata dello Stilaro, con pellegrini provenienti da tutta la Calabria e talvolta anche dalla Sicilia. Fin dalla sera del 13 agosto giungono pellegrini al grido di "VIva Maria"..

## Leggenda sulla statua della Madonna

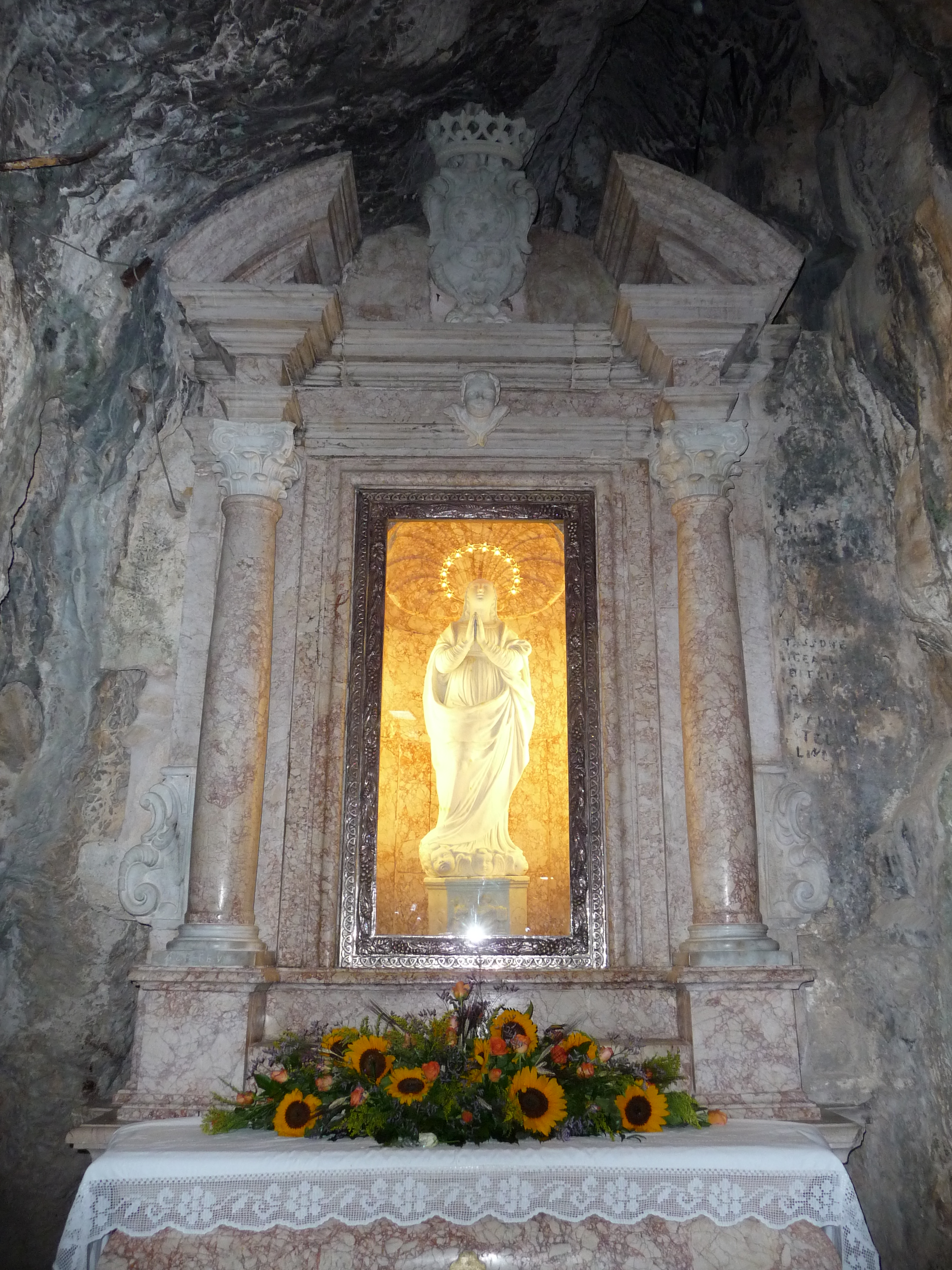
Madonna della Stella, in dialetto pazzanese: A Madonna da Stida

La leggenda della statua della Madonna di Monte Stella viene riportata per la prima volta da Giovanni Fiore da Cropani alla fine del XVII secolo nella sua opera Della Calabria illustrata.

Riporteranno successivamente, in tempi recenti, i giornalisti Edoardo Pisani e Bruno d'Alteno.
Si racconta che la nave che viaggiava per Messina nella quale era imbarcata la statua della Madonna, inspiegabilmente si fermò a Monasterace. Da essa partì una luce rivolta verso la grotta di Monte Stella. Dei pastori videro lo strano fenomeno, e la stessa Madonna che sopra un carro trainato da buoi si dirigeva verso la grotta. Quando arrivò, iniziò a sgorgare acqua dalla grotta, e vennero portate due giare per raccoglierla. Esse, però miracolosamente non si riempivano mai. All'acqua, come alla Madonna, furono attribuiti poteri taumaturgici.
(Luigi Cunsolo, La Leggenda di Monte Stella)

## Canzoni dedicate alla Madonna della Stella

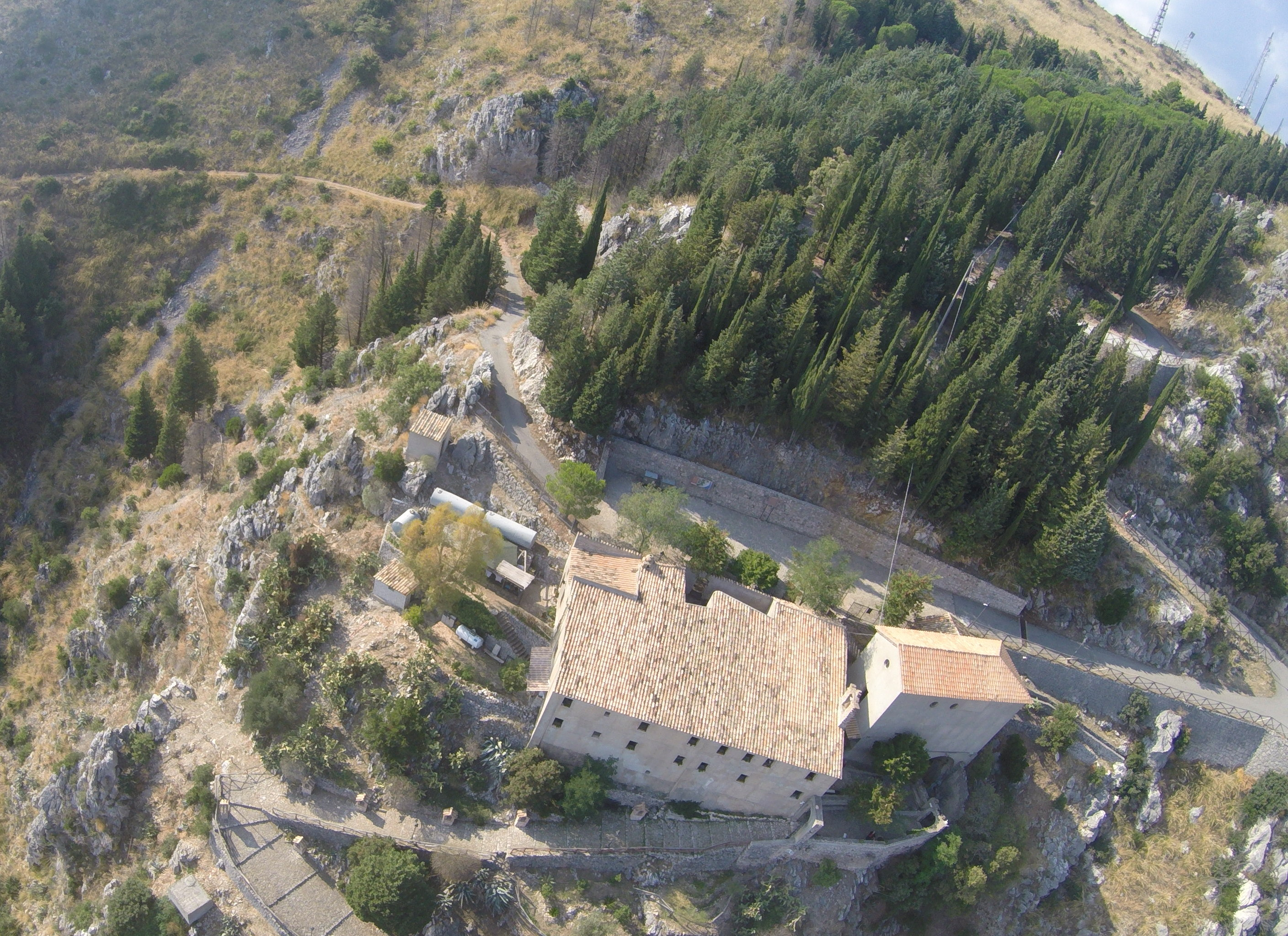
Monastero di Monte Stella 2016

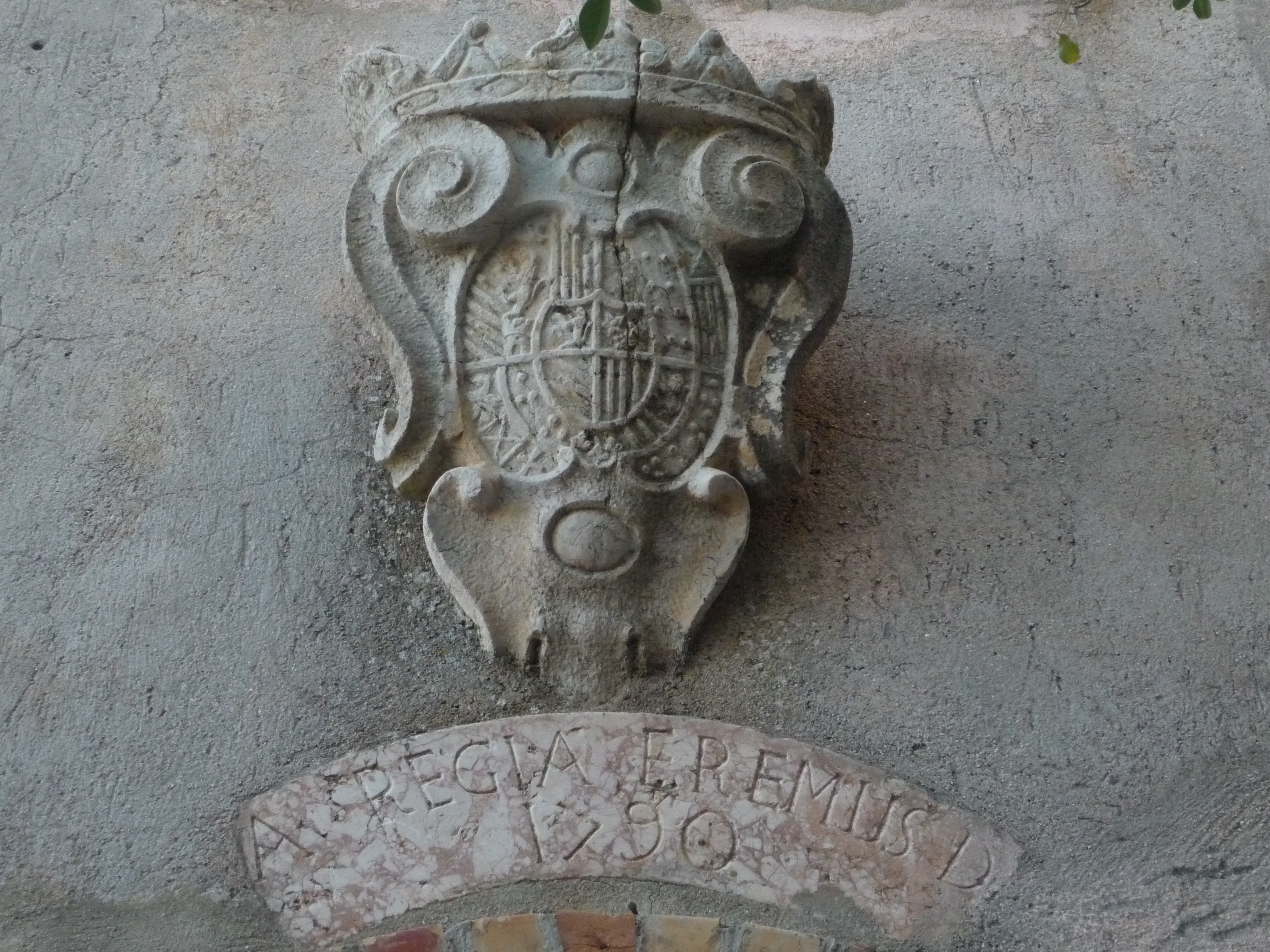
Stemma di Ferdinando IV di Napoli

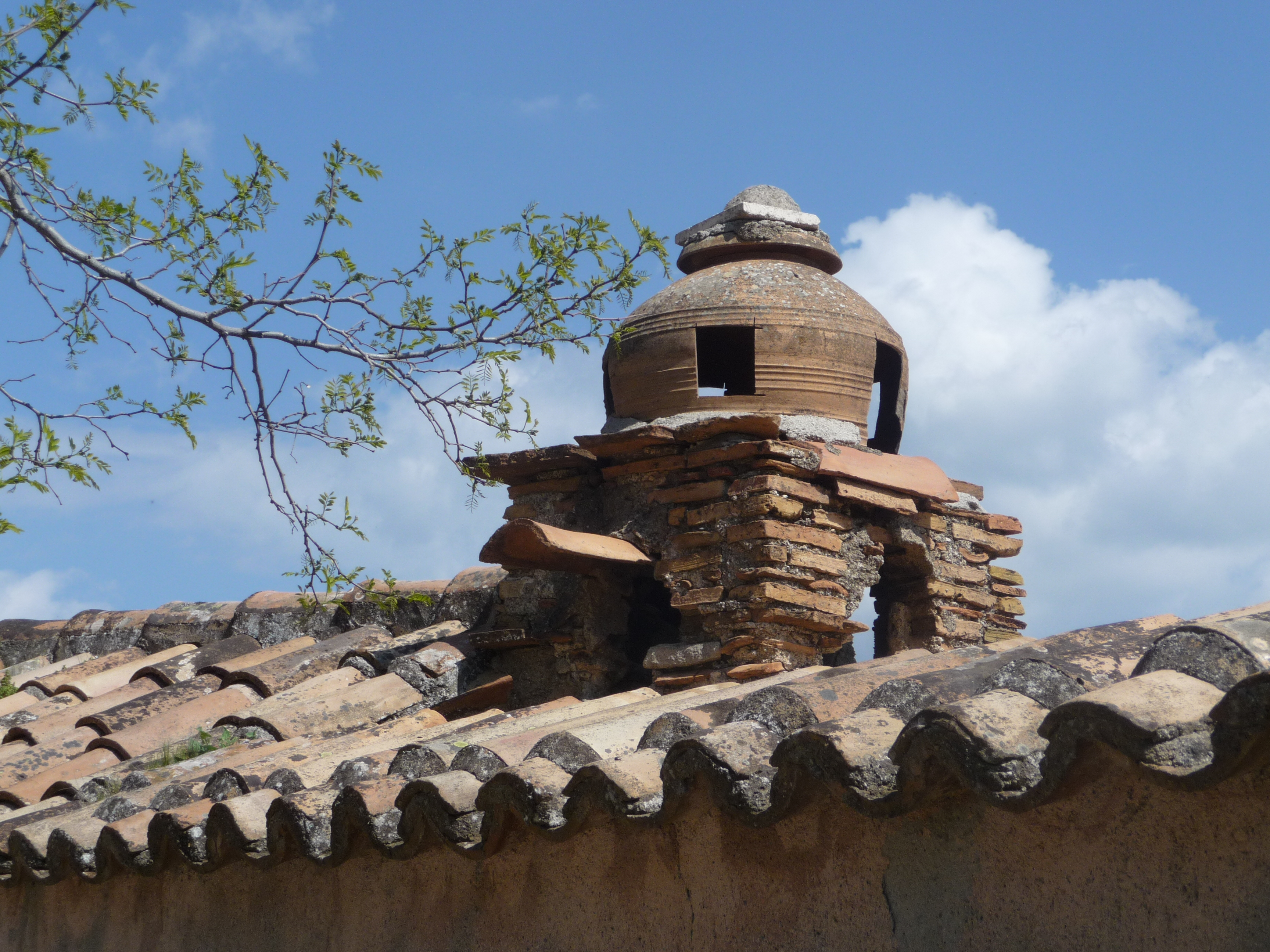
Comignolo

Nel libro di Giovanni Fiore da Cropani, Della Calabria illustrata si trova il testo di questa canzone, cantata dai devoti di Stilo che andavano all'eremo di Santa Maria della Stella.
Di seguito la canzone in dialetto calabrese dei pellegrini di Brognaturo (VV) che si dirigono a Riace alla festa dei santi Cosma e Damiano che intonano un canto anche alla Madonna di Monte Stella:
pe grazia ricevuta li veneramu

la strada faciendu nce na muntagnella a li suoi piedi nce na grotticella

da dintra li pellegrini di Brignaturi si misaru a prigari e a cantari d'amuri

ca da nce na madonna tantu bedda, è la Madonna di Monte Stella

io na grazia ti cercu Madonna mia

qua non c'è odiu ne

qua nc'esta sempri gioia e amuri

e ogni annu vi viegnu a trovari

u 24 settembri nui ni vidimu

a menzanotta la missa ti cantamu

quandu all'arba nui mi ndi jamu

dintra lu curi nui ti portamu

pecchì tu si la mamma tantu bella

si la Madonna di Monte Stella

e tu si la mamma di lu Divinu

e si la mamma di lu pellegrinu

per grazia ricevuta li veneriamo

strada facendo c'è un monte e ai suoi piedi una piccola grotta

lì dentro i pellegrini di Brognaturo si sono messi a pregare e a cantare d'amore

che lì c'è una madonna tanto bella, è la Madonna di Monte Stella

io una grazia ti cerco Madonna mia

qua non c'è odio

ci sta sempre gioia e amore

e ogni anno vi vengo a trovare

il 24 settembre noi ci vediamo

a mezzanotte la messa ti cantiamo

quando all'alba noi ce ne andiamo

dentro il cuore noi ti portiamo

perché tu sei la mamma tanto bella

sei la Madonna di Monte Stella

e tu sei la mamma del Divino

e sei la mamma del pellegrino

e sei la mamma di questo pellegrino»
Qui la laude riportata da Bruno D'Alteno nel suo articolo della rivista "La Calabria" nel 1901:
La santa matra e l'avvocata nostra

ida s'acconsa sutta a chida grutta,

pe dispensara grazi è fatta apposta

ad ogni guerra la paci nc'aggiusta

ch'è bella la Madonna de la grutta!

Li marinai spargiru sudura

pe' varari la barca e non varava

li marinai epparu paura,

e la Madonna subitu calaru

supa nu carru si misa npersuna

e cu dui jenchi muntagni hjaccava

lu cauddu chi facia la gran calura

ed acqua on avia pemmu si lava

Nci hjiru l'uocchji nta na timpa nuda

miraculu cumparsa na funtana.

Subbitu vinna l'uordoni de Roma

mu si cunsacra e mu si tena cara,

la lampa notti e jorna mu s'aduma

la cira mu si accatta e mu si paga.

O rimiti chi guardi sa Rigina,

La santa madre e l'avvocata nostra

lei dimora sotto quella grotta

per dispensare grazie è fatta apposta

ad ogni guerra, litigio la pace fa

ch'è bella la Madonna della grotta

I marinai sparsero sudore

per varare la barca che non varava

i marinai ebbero paura

e la Madonna immediatamente fecero scendere

si mise su un carro in persona

e con due vacche attraversava montagne

il caldo che generava calore

e non aveva acqua per lavarsi

Scorse in un dirupo di roccia viva

miracolo, comparve una fontana

Subito venne un ordine da Roma

di consacrarla e di tenerla "cara"

di accendere una lampada giorno e notte

di comprare e pagare la cera.

O eremita che guardi questa Regina

guardala con buon cuore, che ti ama»